# Hilton Vaccari
Hilton Vaccari (Santa Rosa, ) é um violonista e compositor brasileiro.

## Biografia
Natural do interior do Rio Grande do Sul, Vaccari começou a tocar aos doze anos de idade. Transferiu-se para Porto Alegre em 1978. Atuou ao lado de vários artistas gaúchos em festivais. 
De 1990, até 2008 integrou a banda Fole que acompanha o acordeonista gaúcho Renato Borghetti, com quem gravou vários discos, realizou inúmeras turnês e tem várias composições em parceria com o ''gaiteiro". Em 1993 foi indicado para o Prêmio Sharp de música brasileira com a música Cria Nova (Borghetti/Vaccari), na categoria de música instrumental do ano.
No ano 2000 formou o grupo Quartchêto, em parceria com Julio Rizzo no trombone, Luciano Maia no acordeão e Ricardo Arenhaldt na percussão, e que tem como destaque não ter um componente vocal, adicionando improvisos de jazz ao tema básico. O grupo tem três discos lançados: o primeiro em 2005, o segundo em 2009 e o terceiro em 2017, foram oito troféus do Prêmio Açorianos de Música do RS.
O violonista, compositor e produtor musical tem uma sólida carreira musical com reconhecimento na música instrumental brasileira. 

## Prêmios e indicações

### Prêmio Açorianos
| Ano  | Categoria                         | Indicação      | Resultado |
| ---- | --------------------------------- | -------------- | --------- |
| 2017 | Intérprete de Música Instrumental | Hilton Vaccari | Indicado  |